# Bettina Gaus

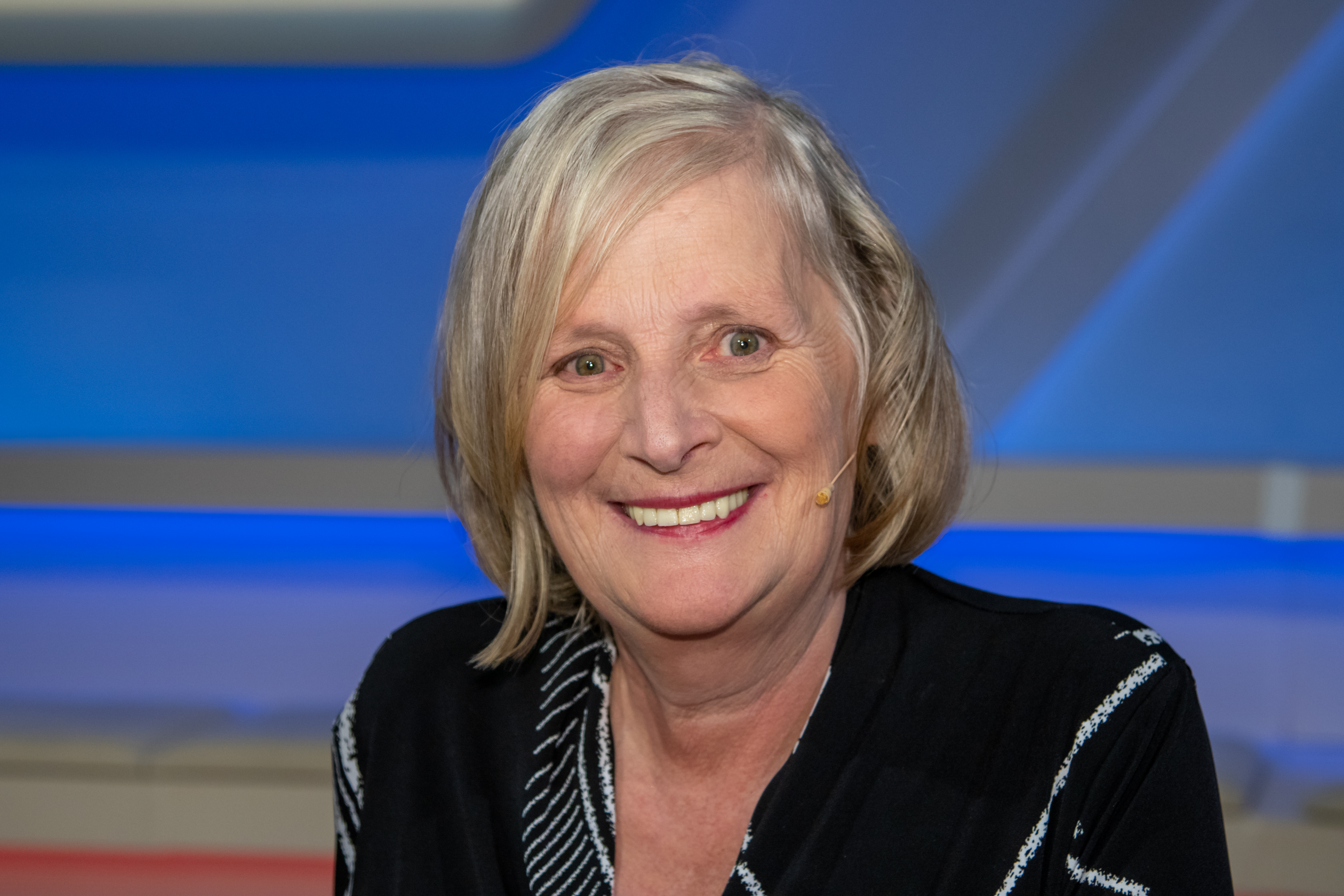
Bettina Gaus bei Maischberger, 2019

Bettina Gaus (* 5. Dezember 1956 in München; † 27. Oktober 2021 in Berlin) war eine deutsche Journalistin und Autorin.

## Leben
Bettina Gaus, Tochter von Erika Gaus und dem Publizisten und Diplomaten Günter Gaus, besuchte die Deutsche Journalistenschule in München und studierte zugleich Politologie an der dortigen Ludwig-Maximilians-Universität. 1979 absolvierte sie ein Praktikum bei der Hamburger Morgenpost, anschließend arbeitete sie u. a. bei der Münchner Abendzeitung. 1983 bis 1989 war sie Politik-Redakteurin beim deutschsprachigen Programm der Deutschen Welle. Von 1989 bis 1996 berichtete sie mit Sitz in Nairobi für die tageszeitung (taz), für ARD-Sender und Nachrichtenagenturen über Afrika. 1996 bis 1999 leitete Gaus das Parlamentsbüro der taz. Danach war sie bis 2021 politische Korrespondentin und Kolumnistin des Blattes. Anfang April 2021 wurde sie Kolumnistin beim Spiegel. Gaus arbeitete auch beim Hörfunk, unter anderem bei Deutschlandfunk, radioeins (rbb) und NDR, und nahm an politischen TV-Talkformaten wie dem Presseclub teil.
Gaus ist die Mutter der 1987 in Köln geborenen Juristin Nora Mbagathi, deren Vater Stanley Mbagathi aus Kenia stammt.
Am 27. Oktober 2021 starb Bettina Gaus nach einer kurzen, schweren Krankheit in Berlin.

## Auszeichnungen
- 2010: Medienpreis für Sprachkultur der Gesellschaft für deutsche Sprache in der Sparte Presse.[10]
- 2021: Das Medium Magazin hat Bettina Gaus posthum für ihr Lebenswerk ausgezeichnet.[11]

## Veröffentlichungen
- Die scheinheilige Republik. Das Ende der demokratischen Streitkultur. DVA, Stuttgart/München 2000, ISBN 3-421-05336-7, aktualisierte Ausgabe: dtv, München 2002, ISBN 3-423-36277-4.
- Frontberichte. Die Macht der Medien in Zeiten des Krieges. Campus, Frankfurt/New York 2004, ISBN 3-593-37543-5.
- Auf der Suche nach Amerika. Begegnungen mit einem fremden Land. Eichborn, Frankfurt 2008, ISBN 978-3-8218-5701-5.
- Der unterschätzte Kontinent. Reise zur Mittelschicht Afrikas. Eichborn, Frankfurt 2011, ISBN 978-3-8218-6517-1.